# Tropaeolum calvum
Tropaeolum calvum är en krasseväxtart som först beskrevs av J. F. Macbride, och fick sitt nu gällande namn av Benkt U. Sparre. Tropaeolum calvum ingår i släktet krassar, och familjen krasseväxter. Inga underarter finns listade i Catalogue of Life.